# Fatima bint al-Muthanna
Pour les articles homonymes, voir Al-Muthanna (homonymie).
Fatima bint al-Muthanna (فاطمة بنت المثنى), Nuna bint Fatima bint ibn Al-Muthanna, ou Fatima de Cordoue, est une philosophe, juriste et mystique andalouse, née à Cordoue dans la deuxième moitié du XIIe siècle. Elle s'est installée à Séville où elle s'est consacrée à l'enseignement. Elle a exercé une grande influence sur le soufi Ibn Arabi, qui l'a fréquentée.

## Biographie

### La découverte du soufisme
Fatima bint al-Muthanna (ou de Cordoue) découvre la voie du soufisme lorsqu'elle est encore jeune fille. Nous connaissons sa biographie principalement par Ibn Arabi, qu'elle a guidé spirituellement. Ibn Arabi (1165-1240) est un soufi andalou connu pour son ouvrage majeur, Les Illuminations de La Mecque. Il la rencontre lorsqu'elle a déjà 96 ans. Il explique que Fatima de Cordoue était capable de réaliser des miracles. Par exemple, une femme se plaint auprès d'elle que son mari est parti à Sidonia, à deux jours de Séville, pour se trouver une autre femme. Fatima de Cordoue décide de répondre à la plainte de cette femme : elle récite plusieurs fois par jour la première sourate du Coran (Al-Fatiha), en lui demandant de faire revenir le mari. Le troisième jour, ce dernier revient, et raconte qu'une mystérieuse angoisse l'a poussé à faire le voyage du retour.

### Musicienne et mystique
Le soufi Ibn Arabi mentionne sa rencontre avec Fatima bint al-Muthanna dans le chapitre 178 des Illuminations de La Mecque, intitulé « traité de l'amour ». Ibn Arabi raconte qu'il s'est mis à son service pendant deux années. Ensemble, ils récitent régulièrement la première sourate du Coran (Al-Fatiha), et Ibn Arabi est en admiration devant le niveau d'élévation spirituelle d'al-Muthanna.
Ibn Arabi rapporte aussi, dans le même passage, qu'al-Muthanna « avait coutume de jouer du tambourin et de s'en réjouir ».